# 歌川貞雅
歌川 貞雅（うたがわ さだまさ、生没年不詳）とは、江戸時代の浮世絵師。

## 来歴
歌川国貞の門人、歌川の画姓を称し褸窓と号す。作画期は天保頃とされる。